# 馮兆輝
馮兆輝（Fung Siu Fai Edmund） ，生於香港，現時擔任香港超級聯賽球會傑志項目主任，香港力量 (足球) 成員。

## 生平
馮兆輝生於香港，13歲起已投入本地足球觀賞當時只得7支球隊競逐的港甲。起初支持本地老牌球會南華，後轉投傑志。並經常出外為傑志打氣，與傑志太子女伍怡欣相熟。曾與社運人士吳卓恒自資出版打氣刊物《大球場道》免費派街坊，並重組香港力量 (足球) 。直至2014年獲伍怡欣邀請，加入傑志成為項目主任負責透過社交網絡發放球隊資訊，拍攝照片，也會製作更多紀念品、偶爾更會採訪青年軍比賽、舉辦公開訓練日等。馮兆輝幾乎每日都與球員見面跟他們熟絡，好像辛祖休季時會回家鄉巴西個多月就將愛犬寄養在他處。